# Gilbertville
Gilbertville är Gilbert O'Sullivans sextonde studioalbum, utgivet i 31 januari 2011. Albumet är producerat av Gilbert O'Sullivan.
Tretton av låtarna är inspelade i Nashville och London. Bonusspåret "School Meals" spelades in samtidigt som förra albumet A Scruff at Heart. På omslaget ses O'Sullivan stående vid sidan av en väg bredvid en skylt till Gilbertville. När Gilbert O'Sullivan befann sig i Nashville för inspelningen av detta album råkade han på denna vägskylt och döpte albumet därefter.

## Låtlista
1. "Can I Leave The Rest Up To You" (3:29)
2. "Missing You Already" (3:59)
3. "Heres Why" (3:38)
4. "All They Wanted To Say" (4:05)
5. "One Drink Too Many (Too Few)" (3:29)
6. "The Allergy Song" (3:25)
7. "Where Would We Be (Without Tea)" (3:11)
8. "Interlude" (dikt uppläst av Harry Hill) (1:00)
9. "I Wanna Know" (4:01)
10. "Down Down Here" (3:22)
11. "Private Eye" (3:05)
12. "I Wish Something Good" (3:21)
13. "Could Have Made It With You" (2:43)
14. "Talking Of Murder" (4:21)
15. "School Meals" (dolt bonusspår)

Samtliga låtar är skrivna av Gilbert O'Sullivan